# قدیسه بیرگیتا
قدیسه بیرگیتا (به سوئدی: heliga Birgitta) (۱۳۰۳ میلادی – ۲۳ ژوئیه ۱۳۷۳ میلادی) قدیس مسیحی اهل سوئد بود. از وی به‌عنوان یکی از شش قدیس حامی اروپا یاد می‌شود.

## زندگی
بیرگیتا دختر بیرگر، فرماندار اوپلاند بود. در چهارده سالگی با اولف گودمارشون ازدواج کرد. سال‌های اداره‌کننده املاک اولف بود و برای او هشت فرزند زایید که یکی از آن‌ها قدیسه کاتارینا بود. سال ۱۳۳۵ میلادی به دربار سوئد فراخوانده شد تا ندیمه اصلی ملکه بلانش نامور، همسر شاه ماگنوس دوم شود. مورد احترام شاه و ملکه بود. بیرگیتا چند سفر زیارتی، از جمله به حرم اولاف قدیس در تروندهایم در نروژ و حرم یعقوب قدیس در کومپوستلا در اسپانیا، رفت. همسرش مدتی بعد در صومعه سیسترسی‌ها در آلواسترا درگذشت و خود بین سال‌های ۱۳۴۳ تا ۱۳۴۶ میلادی در آن‌جا عزلت گزید. پس از فراغت از غم، در وستئنا صومعه‌ای با ۶۰ راهبه و ۲۵ راهبه بنا نهاد. تمامی درآمد مازاد آن بین فقرا تقسیم می‌شد. او و صومعه‌اش مورد حمایت دستگاه سلطنت بود. بیرگیتا سال ۱۳۴۹ به رم رفت تا مجوز تشکیل فرقه مذهبی خود را بگیرد و همچنین در مراسم جوبیلی سال ۱۳۵۰ میلادی کلیسا شرکت کند. فرقه او از جانب سریر مقدس صادر شد. این فرقه که به نام بیرگیتا منصوب شد، تا به کنون، هرچند تنها به صورت راهبه‌ها و با پیروانی اندک، به فعالیت خود ادامه داده‌است. دیگر هیچگاه به سوئد بازنگشت و مابقی عمر خود را در ایتالیا یا سفرهای زیارتی، از جمله یک بار به سرزمین مقدس، گذراند.
بیرگیتا زندگی ریاضت‌جویانه و سعی در زیارت حرم‌ها و خدمت به زائران، فقرا و بیماران داشت. مکاشفات فراطبیعی و پیش‌گویی‌های عذاب‌گون مرتبط با حوادث سیاسی و مذهبی زمان خود، را به او نسبت داده‌اند. هشدار جزا برای بد کاری‌های مداوم در نوشته‌های او بسیار برجسته است. تلاش کرد شاه ماگنوس را از جنگ مذهبی با پاگان‌های استونی و لتونی بازدارد و پاپ کلمنت ششم را متقاعد به بازگشت از اوینیون به رم و ایجاد صلح بین فرانسه و انگلستان کند.
بیرگیتا سال ۱۳۷۳ درگذشت و بقایای او بعدها به دیر وستئنا در سوئد منتقل شد. روز ۸ اکتبر سال ۱۳۹۱ میلادی تقدیس گشت. در گذشته روز ۸ اکتبر روز جشن او به حساب می‌آمد اما بعداً به روز ۲۳ ژوئیه تغییر کرد.

## نگارخانه

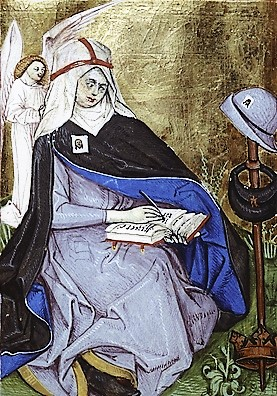
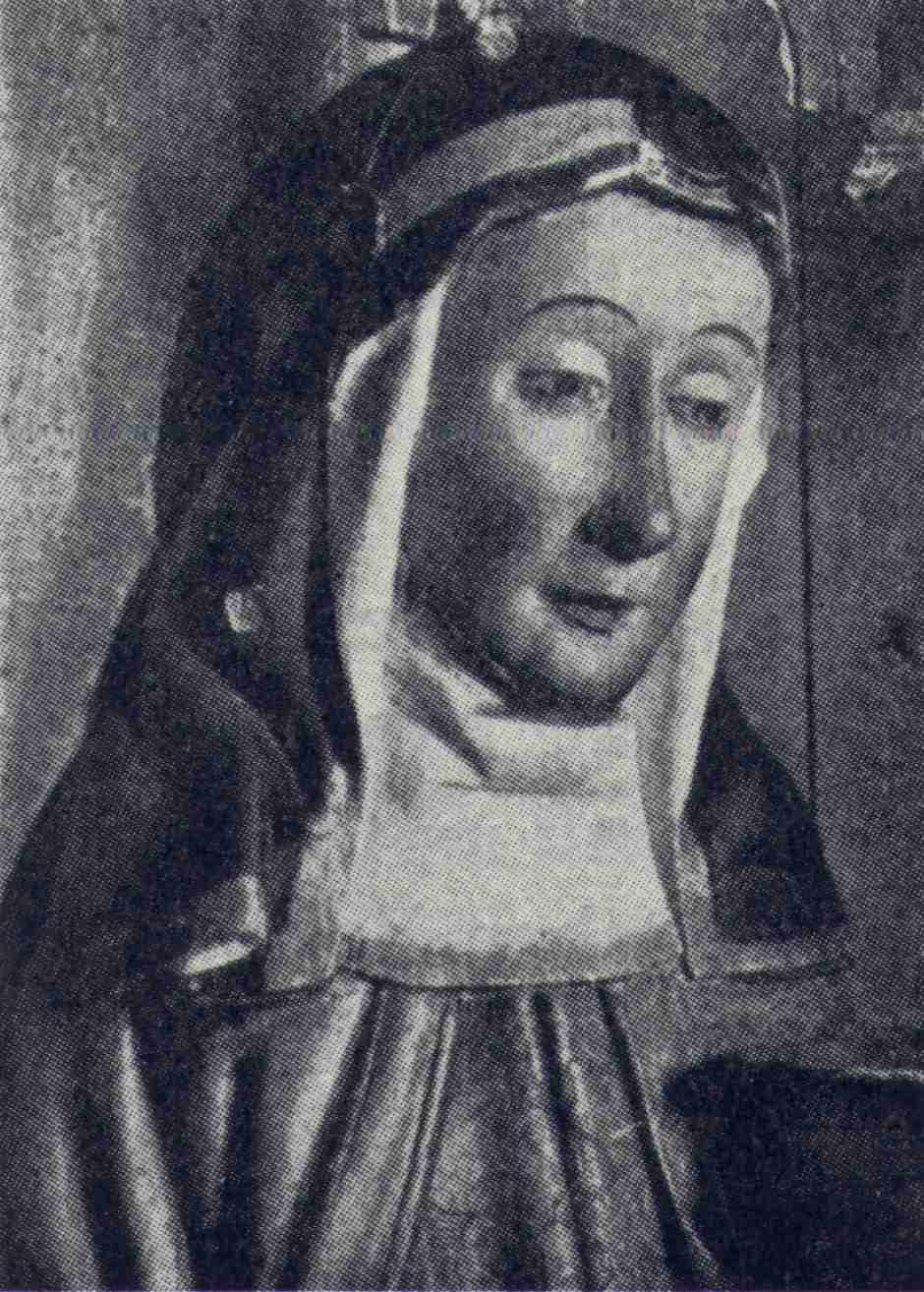
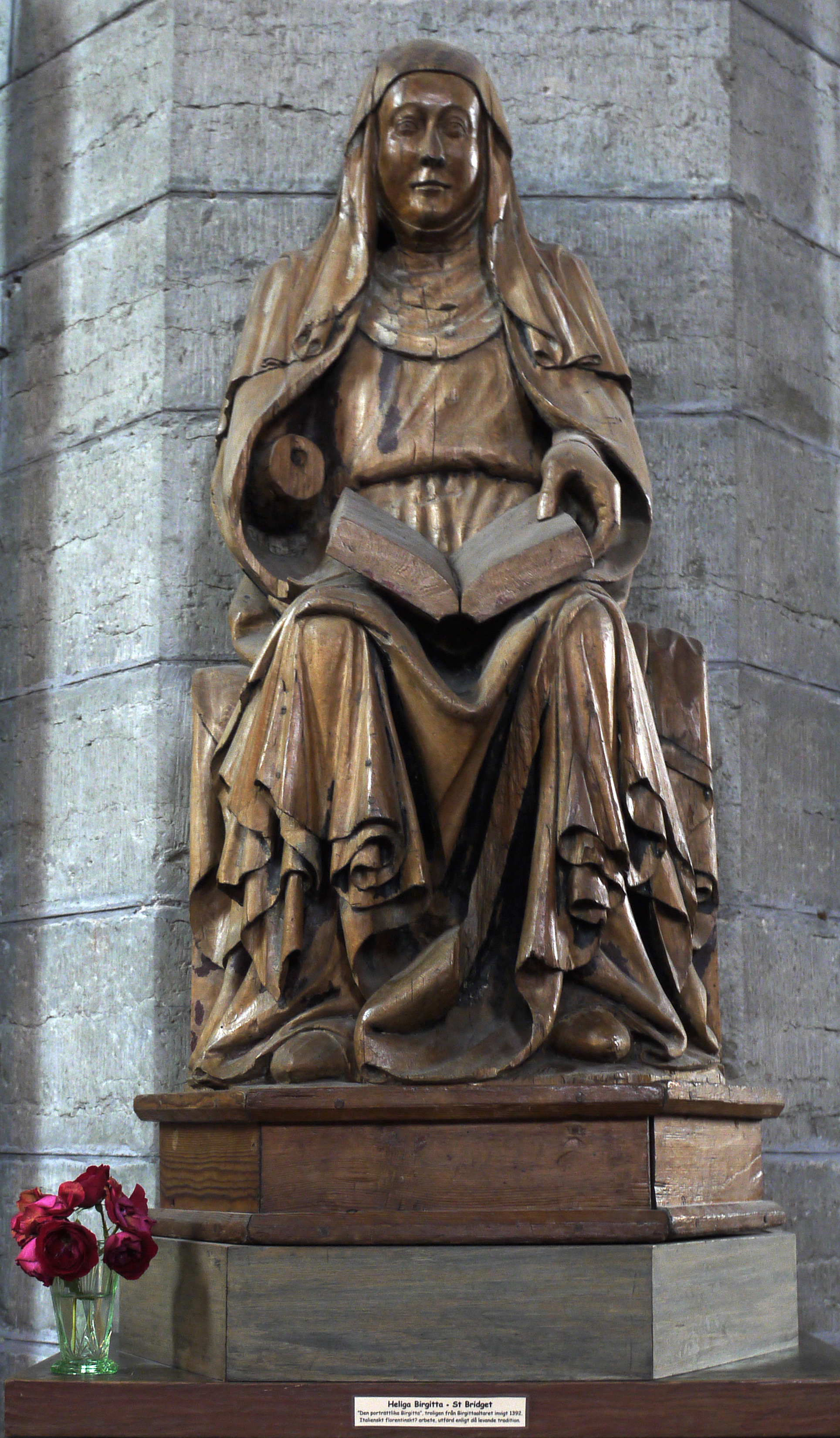